# Hippocampe (mythologie)
Pour les articles homonymes, voir Hippocampe.

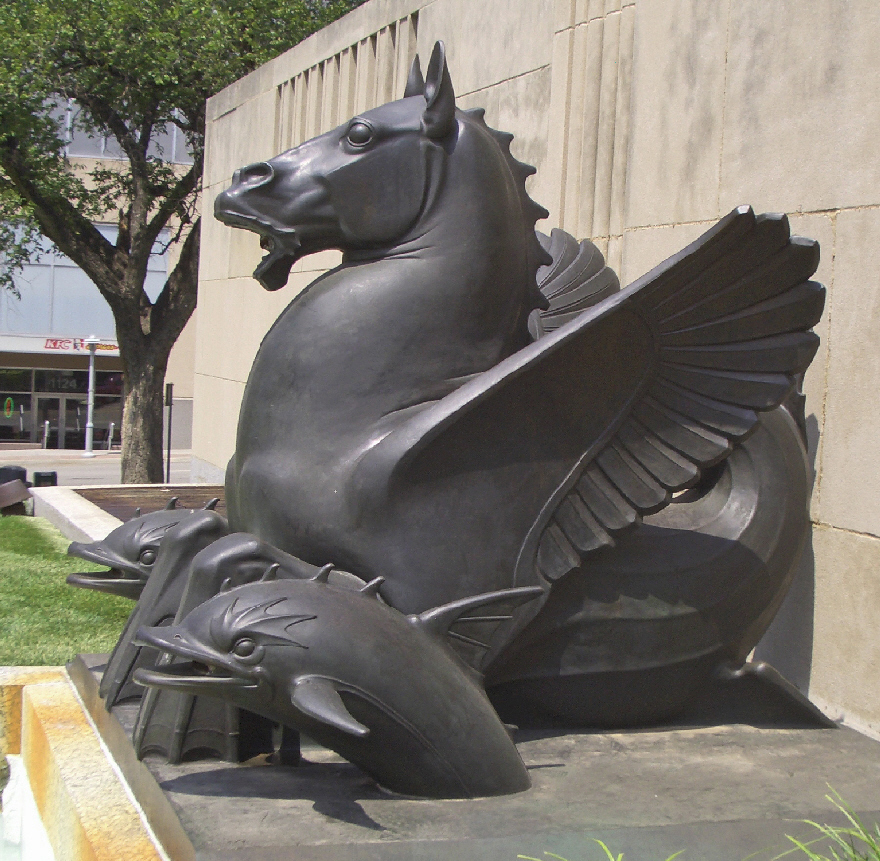
Fontaine art déco à l'hippocampe, Kansas City (Missouri), (1937).

L’hippocampe, ou « cheval marin », est dans la mythologie grecque une créature fantastique dont la partie antérieure est celle d'un cheval, soit la tête, l'encolure et les deux jambes antérieures, et la partie postérieure celle d'un poisson, d'un serpent ou d'un monstre marin. Décrits comme les chevaux des mers, où ils vivent habituellement, deux ou quatre d'entre eux tirent le char de Poséidon. D'autres servaient de monture aux divinités marines mineures, comme les tritons et les Néréides. Chez les Étrusques, ils sont assez souvent représentés sur les objets d'art de la période antique comme les mosaïques et les poteries en relation avec le milieu aquatique. Ils y possèdent généralement une longue queue couverte d'écailles vertes et des nageoires de poisson. Comme de nombreuses autres créatures mythologiques, la figure des hippocampes a été reprise en héraldique et dans quelques œuvres modernes.

## Étymologie
Le nom « hippocampe » est issu du grec ancien ἱπποκάμπη (hippokámpē) ou ἱππόκαμπος (hippókampos), de ἵππος (híppos), « cheval », et κάμπος (kámpos), « sorte de poisson ». Hippocampe désigne donc une créature à la fois cheval et poisson. Ce nom est à mettre en relation avec celui du monstre marin Campé, qui possède la même racine. En français, les hippocampes sont souvent nommés « chevaux marins » afin d'éviter des confusions avec l'hippocampe zoologique.

## Mythologie

### Textes fondateurs

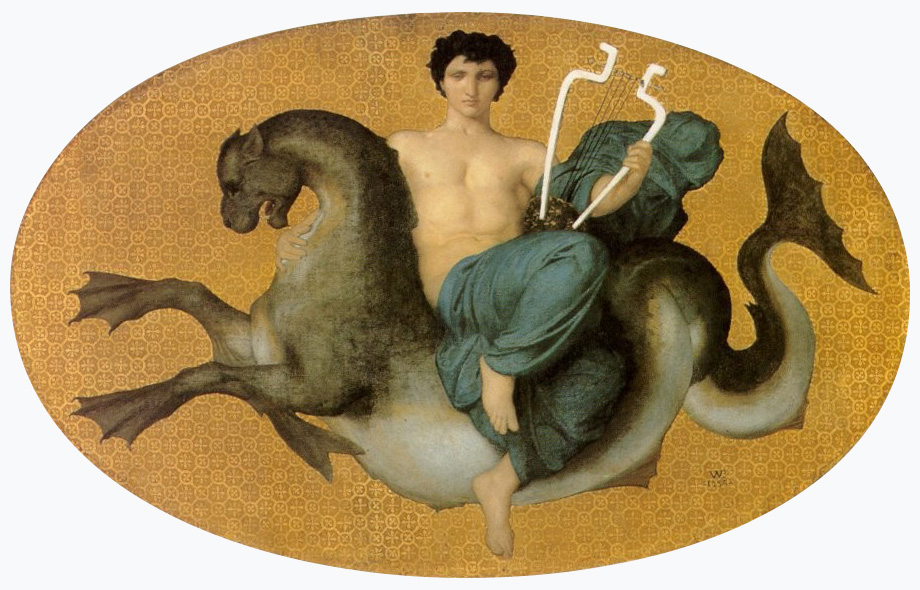
William Bouguereau, Arion sur un cheval marin, 1855.

Les hippocampes sont assez peu décrits dans les textes fondateurs mythologiques. Le dieu Poséidon règne sur les chevaux (Homère parle de Poséidon Hippios), mais également sur la mer. Ses coursiers sont donc naturellement décrits dans les textes comme étant des chevaux marins. Homère parle de ces chevaux « aux sabots d'airain » qui jaillissent de la mer en tirant le char de Poséidon. Apollonios de Rhodes décrit dans ses Argonautiques les mêmes chevaux émergeant de la mer pour galoper à travers les sables de la Libye, mais sans en faire de description précise.
Les Anciens croyaient que l'hippocampe zoologique était la première forme de l'hippocampe mythologique.

### Œuvres d'art antiques

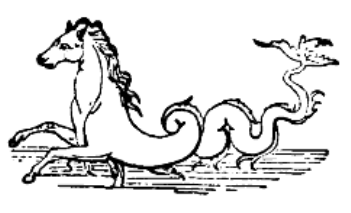
Hippocampe dessiné sur une fresque à Pompéi.

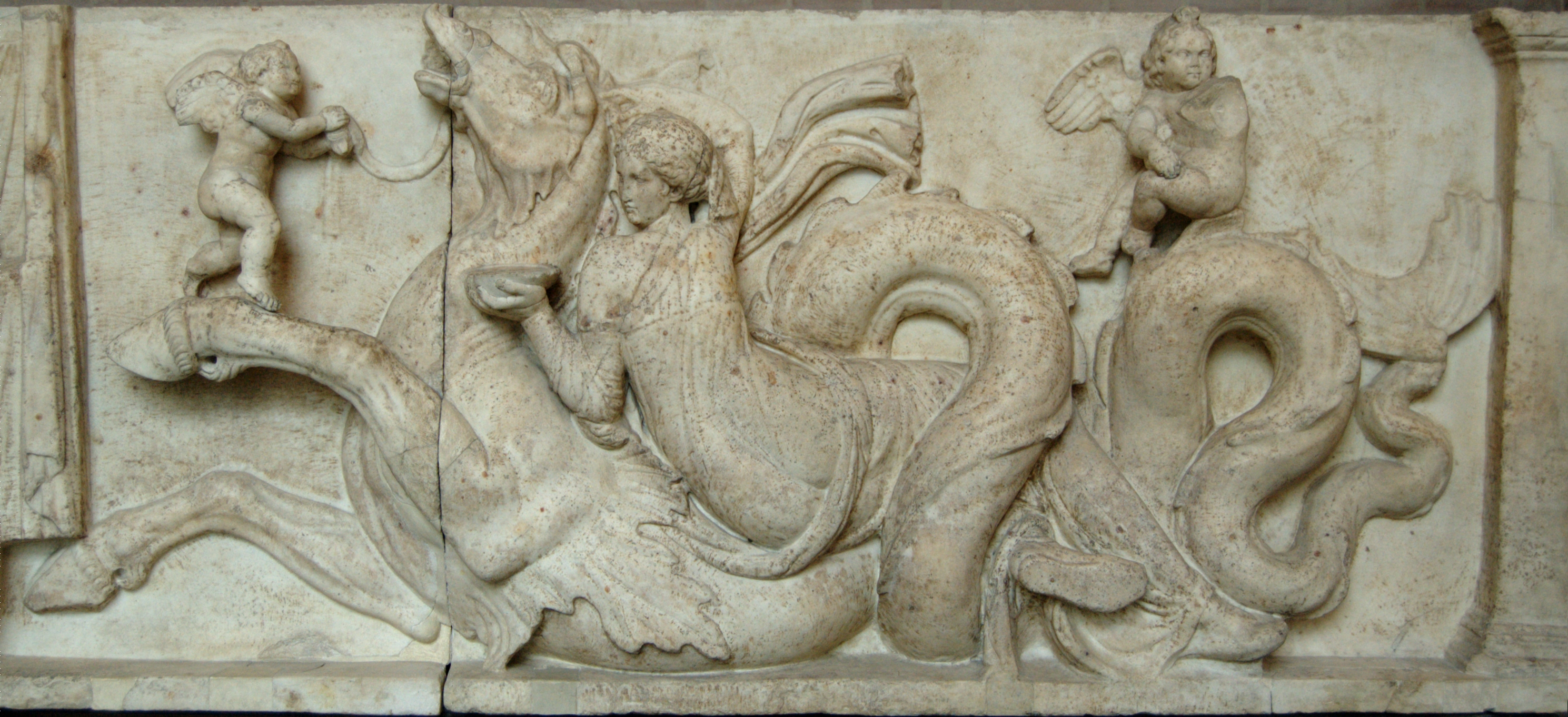
Néréide sur un hippocampe dans le cortège des noces de Poséidon et Amphitrite, base d'un groupe sculpté, fin, Glyptothèque de Munich (Inv. 239).

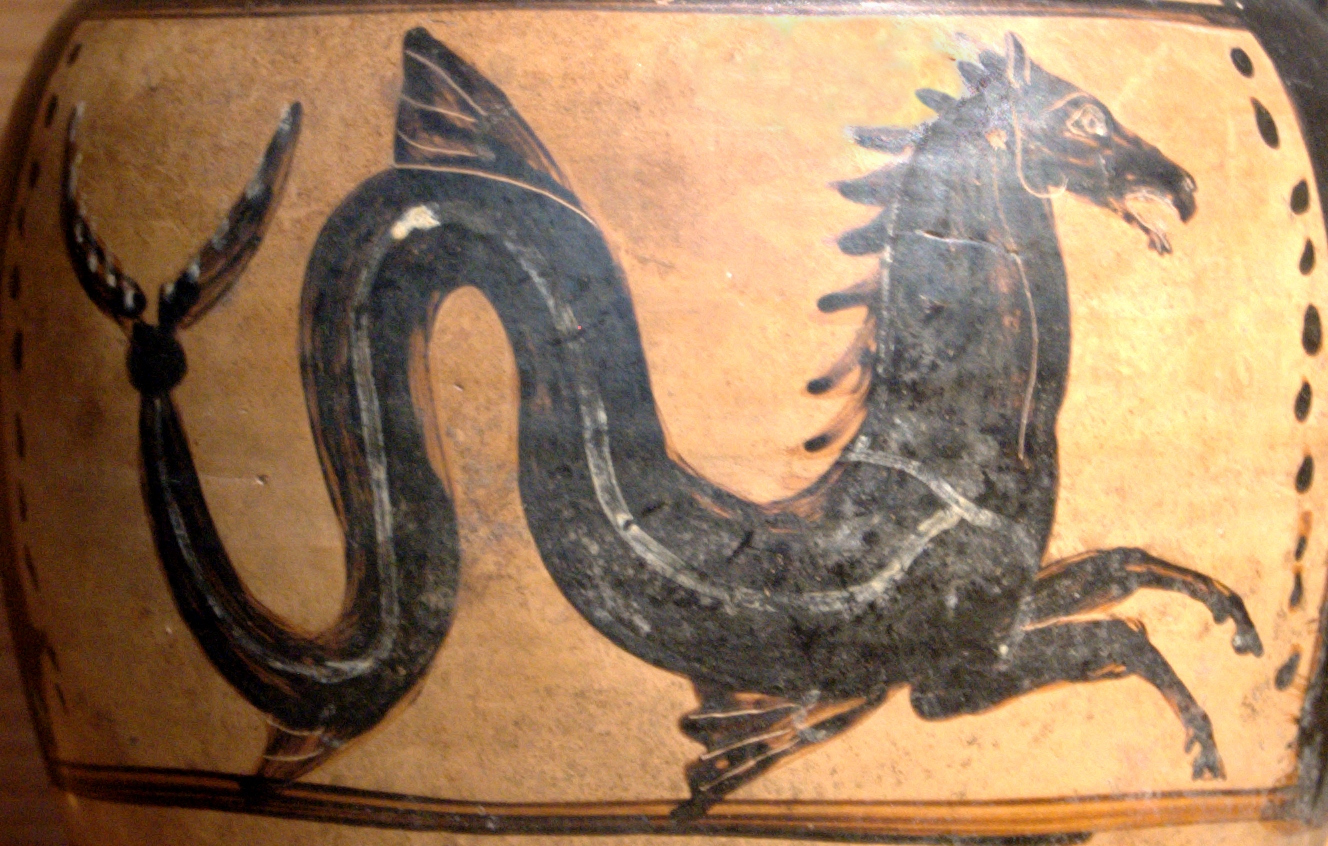
Hippocampe sur une amphore à figures noires de la fin du, musée du Louvre (CA 1524).

Les hippocampes apparaissent dans l'Art avec la première phase orientalisante de la civilisation étrusque. C'est à travers leurs représentations artistiques qu'on connaît le mieux ces créatures nommées kétos. Durant la Grèce antique et une partie de l'Empire romain, Poséidon (ou son équivalent romain Neptune) était souvent représentés conduisant un chariot marin traîné par des hippocampes. Ces deux figures demeurèrent longtemps indissociables car les hippocampes apparaissent avec ce dieu à la fois dans les représentations anciennes et les modernes. Des fontaines du XVIIIe siècle, comme la Fontaine de Trevi à Rome, montrent le dieu de la Mer entouré d'hippocampes.
Les hippocampes restent un thème fréquent sur les murs des tombes étrusques, les peintures et les reliefs, et ils sont parfois représentés avec des ailes. Katharine Shepard y voit une relation avec une croyance étrusque à propos d'un voyage en mer vers l'autre monde.
Les chevaux de Poséidon étaient inclus dans le programme sculptural élaboré, en bronze doré et en ivoire, ajouté par un client romain au temple de Poséidon à Corinthe. Ils sont susceptibles d'avoir été des hippocampes, Pausanias a décrit très précisément le riche ensemble de la fin du IIe siècle apr. J.-C., celui-ci comportait des bronzes de tritons, de Poséidon,  d'Amphitrite, quatre chevaux doré à l'exception des sabots, qui étaient d'ivoire, deux autres tritons à côté des chevaux, et Palémon debout sur un dauphin, fait d'ivoire et d'or, une statue d'Aphrodite avec les néréides de chaque côté.
Strabon mentionne le temple d’Helike, dans la plaine côtière de l'Achaïe, qui était consacré à Poséidon Helikonios (le Poséidon de l'Hélicon, la source sacrée du mont Hélicon) et un jour, « La mer fut soulevée par un tremblement de terre et submergea toute la ville, et aussi le temple de Poséidon Helikonios »… Et Ératosthène dit qu'il le vit, et que les passeurs disaient que la statue de bronze de Poséidon dans le détroit se tenait debout, avec un Hippocampe dans sa main.
Les hippocampes apparaissent durant l'Antiquité aussi bien en relation avec les eaux douces que les eaux salées. Bien que cela paraisse contre-intuitif pour un public moderne, cette particularité s'explique par la méconnaissance du cycle de l'eau à l'époque de la Grèce antique. Les Grecs ne tenaient pas compte de la condensation de l'eau dans l'atmosphère sous forme de pluie pour reconstituer les nappes phréatiques, mais imaginaient que les eaux de la mer comme des rivières venaient de la terre depuis de vastes cavernes souterraines.

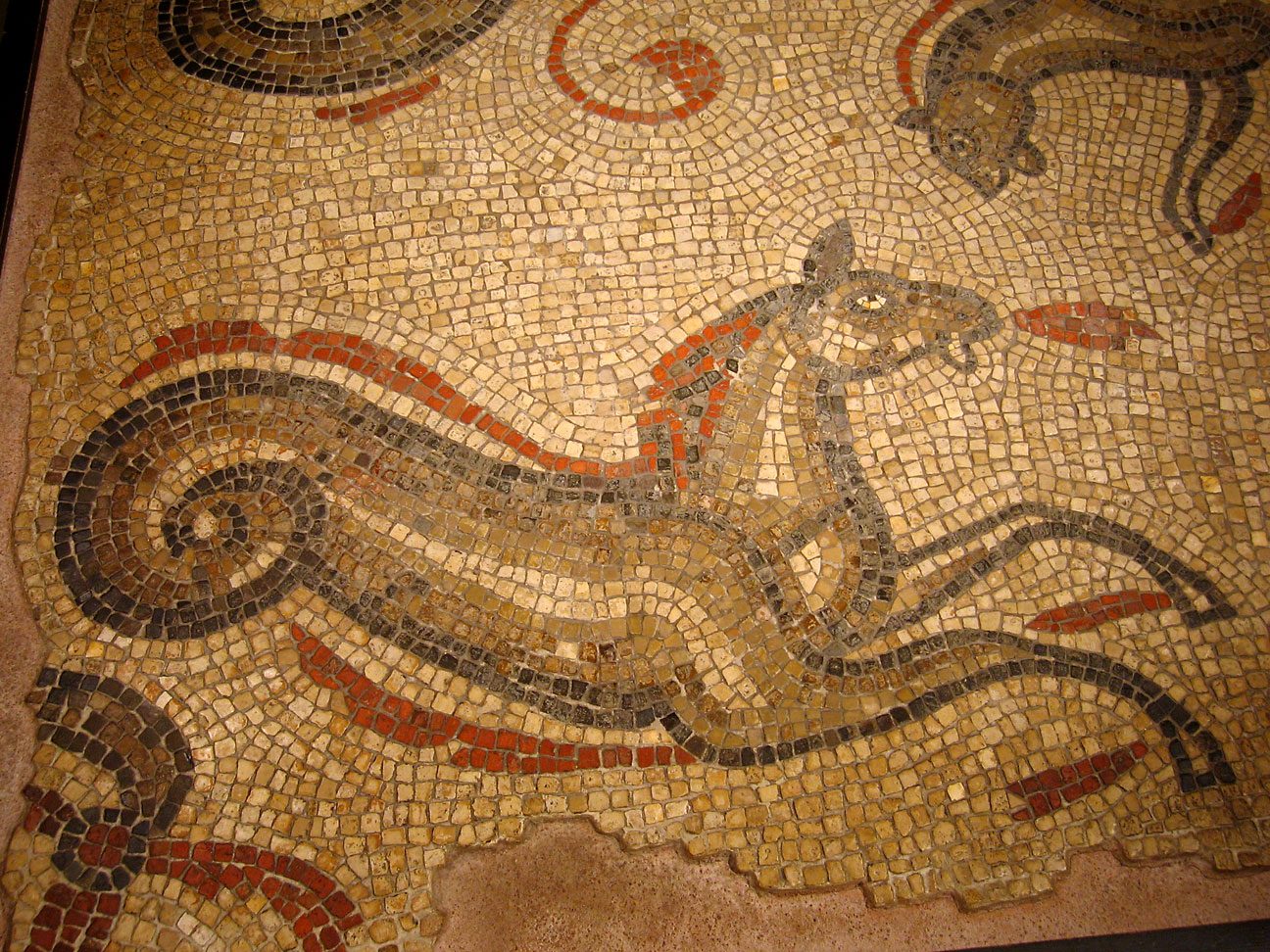
Hippocampe sur une mosaïque romaine dans des thermes.

L'hippocampe était une décoration populaire pour tout ce qui avait un rapport avec l'eau, et la figure fut naturellement reprise par les Romains, comme le prouvent les nombreuses mosaïques des thermes et des bains publics représentant des hippocampes et d'autres créatures marines comme les dauphins. Le char de Poséidon pouvait être tiré par deux ou quatre hippocampes, d'autres étaient représentés comme les montures de divinités marines mineures, comme les tritons et les Néréides.
L'hippocampe pouvait avoir une apparence assez variable, bien qu'elle soit toujours mi-chevaline et mi-marine. La partie antérieure est celle d'un cheval où l'évoque vaguement, elle inclut la tête, l'encolure, et les deux jambes antérieures de l'animal. La partie postérieure celle d'un poisson, d'un serpent, ou d'un quelconque monstre marin. Ils ont généralement une longue queue couverte d'écailles vertes, et des nageoires de poisson.

### Mythes apparentés
Le cheval aquatique est un thème récurrent dans de nombreuses croyances. Ainsi, un épisode des Mille et Une Nuits évoque le premier voyage de Sinbad le marin, où il rencontra le roi Mahrajan. Celui-ci faisait conduire les meilleures pouliches de son haras royal au bord de la mer, où des chevaux marins venaient les saillir et tenter de les entraîner avec eux dans les flots. Les hommes du roi repoussaient alors les étalons marins et ramenaient les juments pleines au haras royal où, quelque temps plus tard, elles mettaient bas de « fabuleux poulains ».

### Autres créatures marines

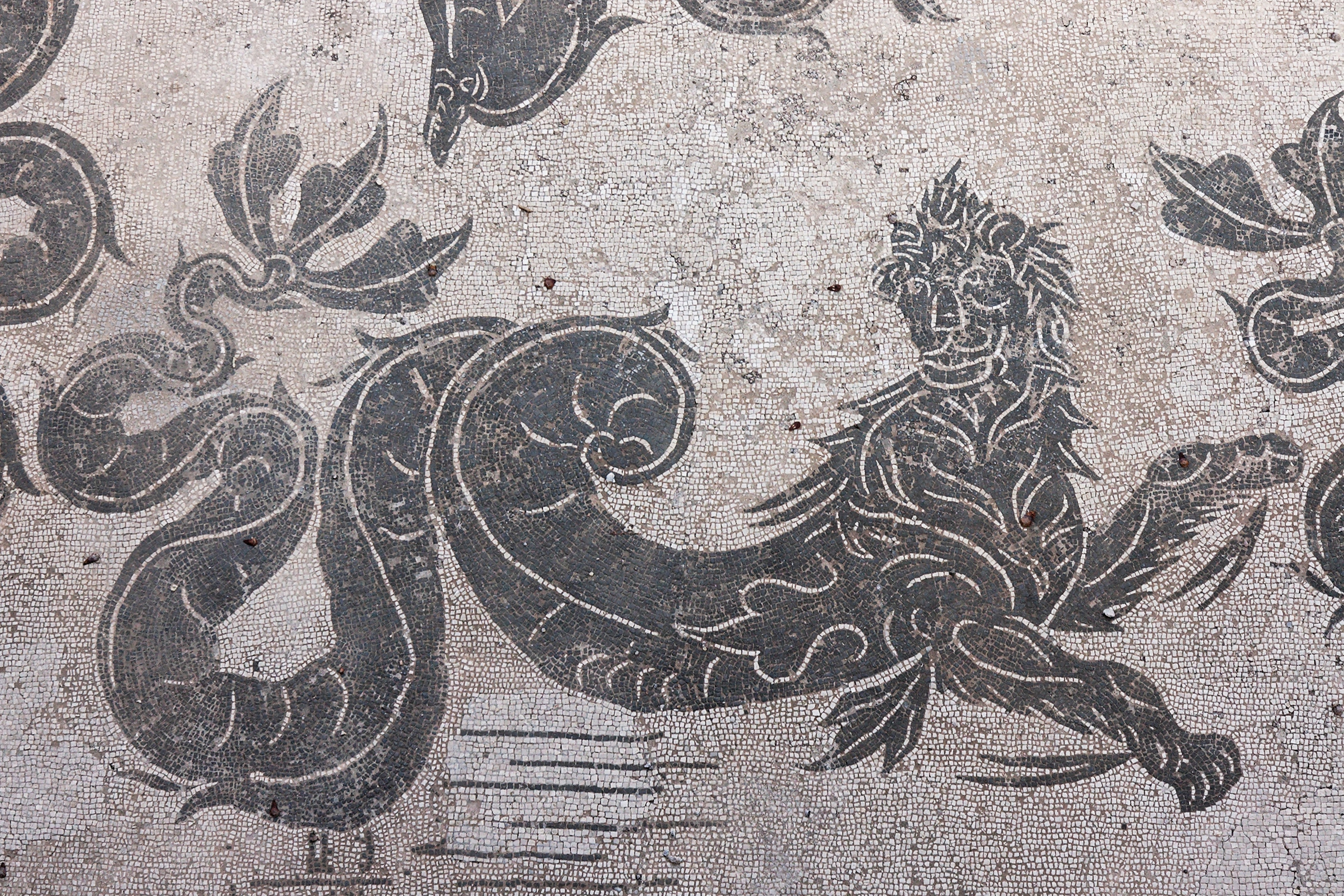
Une mosaïque représentant un lion à queue de poisson dans les Bains de Neptune, Ostia Antica.

Le cheval n'est pas le seul mammifère à avoir été associé avec l'élément marin. D'autres animaux se sont vu attribuer des queues de poisson, entre autres le lion, le taureau, le léopard et le bélier. Ce dernier est devenu célèbre par le biais de la constellation du Capricorne. Ces créatures étaient censées vivre, selon les Anciens, dans l'océan Indien.

## Mentions modernes

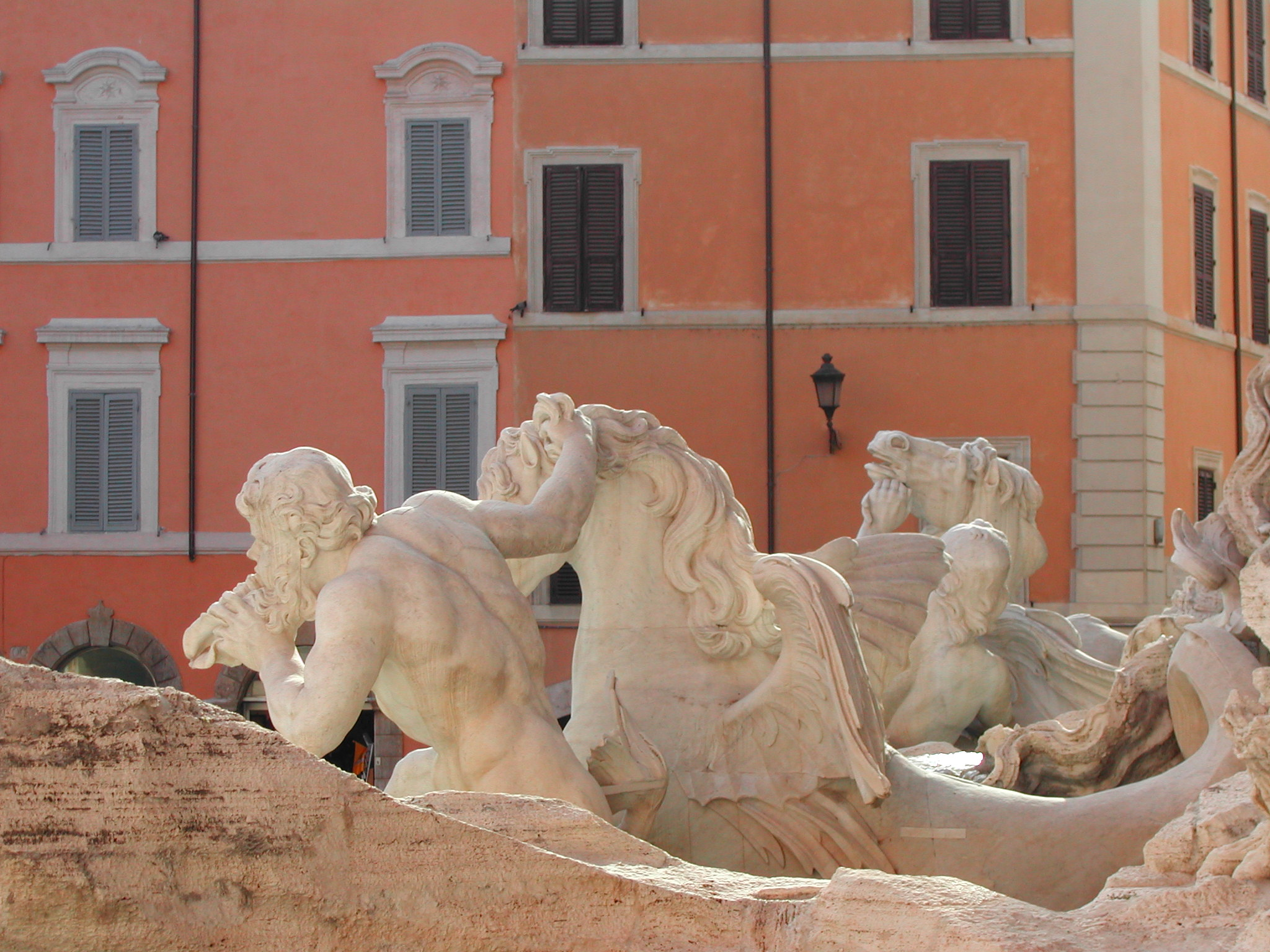
Tritons et un hippocampe ailé sur la fontaine de Trevi, à Rome.

L'hippocampe est régulièrement mentionné dans les bestiaires modernes comme La Petite Encyclopédie du merveilleux, où il est décrit comme « un cheval marin avec la tête et le train avant du cheval et une longue queue serpentine à l'arrière », des nageoires au lieu de sabots et un pelage constitué d'écailles. Édouard Brasey précise aussi qu'ils seraient vivipares et se reproduiraient comme les dauphins et que lorsqu'ils galopent on peut voir leur crinière blanche se confondre avec l'écume des vagues.

### Héraldique

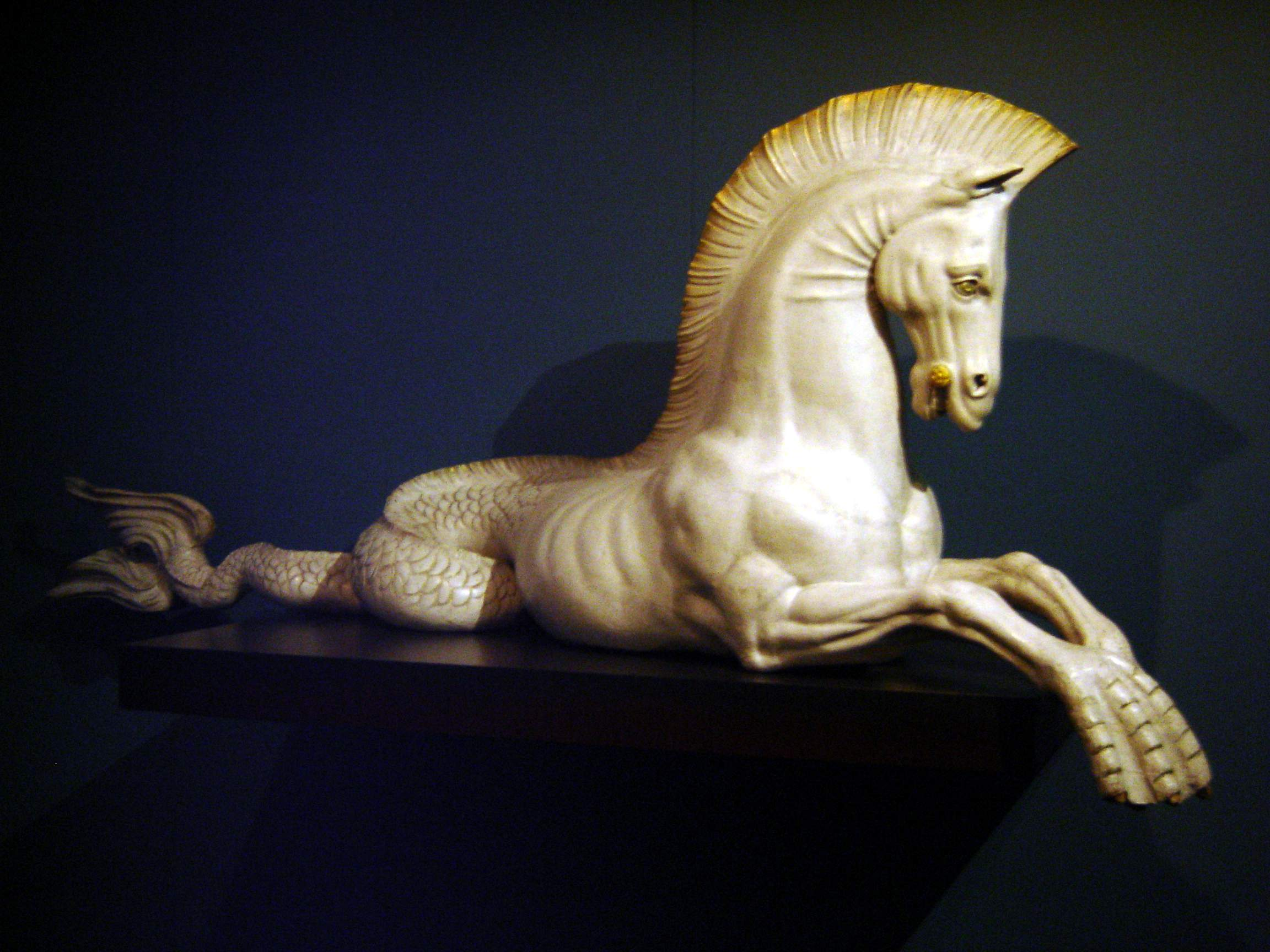
Un hippocampe héraldique.

L'hippocampe mythologique est devenu une figure héraldique imaginaire, particulièrement durant la Renaissance, en relation avec la mer. Les hybrides de chevaux et de poissons forment une figure assez fréquente.

### Allégories
La figure des hippocampes tirant le char de Poséidon est à l'origine de l'allégorie souvent représentée sur les timbres-poste britanniques, représentant des hippocampes tirant le char de Britannia, qui tient un trident. Cette allégorie symbolise la domination britannique sur les océans (autrefois, l'expression « posséder le trident de Neptune » signifiait « avoir la maîtrise des mers »).

### Logotype

Logo d'Air Orient.

Un hippocampe ailé servit de logo à la compagnie Air France de 1933 aux années 1970. Il était utilisé auparavant depuis 1928 par la société Air Orient avant qu'elle ne participe à la création d’Air France.

### Cryptozoologie
On peut rapprocher cette créature mythique de certaines des observations de « grands serpents de mer », où la tête est décrite comme ressemblant à celle d'un cheval, avec un cou à crinière. Sur la base de 33 de ces observations qui lui paraissaient crédibles et concordantes, le cryptozoologue Bernard Heuvelmans a décrit une espèce de mammifère pinnipède qu'il appelle « cheval-marin » et qu'il a baptisée du nom scientifique Halshippus olai-magni. Peut-être la légende des hippocampes tire-t-elle son origine de telles observations.

### Astronomie
Le quatorzième satellite naturel connu de Neptune a été nommé Hippocampe en référence à la créature mythologique.